# ハルジョオン・ヒメジョオン
『ハルジョオン・ヒメジョオン』は、松任谷由実（ユーミン）の通算10枚目のシングル。東芝EMIより1978年3月5日に発売。規格品番：ETP-10376。
同時発売された5枚目のオリジナルアルバム『紅雀』に収録。
1989年6月28日にCDシングルとして再発された。

## 解説
楽曲名である「ハルジョオン・ヒメジョオン」は、同じキク科シオン連ムカシヨモギ属の植物で、見た目も名称も似ているハルジオン（俗称・ハルジョオン）とヒメジョオンの両種を並べて韻を踏んだものである。ただし、歌詞に登場するのはヒメジョオンのみである。ジャケットには両種（ハルジオンとヒメジョオン）の学名「ERIGERON PHILADELPHICUS, ERIGERON ANNUUS」が書かれている。
オリコンチャートの登場週数は5週、チャート最高順位は週間80位、累計1.2万枚のセールスを記録した。

## 収録曲
- Side A ハルジョオン・ヒメジョオン -Erigeron Philadelphicus, Erigeron Annuus-[2]
- Side B 罪と罰 -Crime and Punishment-

- 作詞・作曲：松任谷由実／編曲：松任谷正隆

## 参加ミュージシャン
- キーボード：松任谷正隆